# Leucosolenia
Genre
Synonymes
- Ascortis Haeckel, 1872
- Asculmis Haeckel, 1872
- Ascuris Haeckel, 1872
- Clistolynthus Haeckel, 1870
- Nardopsis Haeckel, 1870
- Olynthus Haeckel, 1869
- Tarrus Haeckel, 1869

Leucosolenia est un genre d'éponges de la famille Leucosoleniidae. Les espèces de ce genre sont marines.

## Liste d'espèces
Selon World Register of Marine Species (3 octobre 2016) :
- Leucosolenia aboralis Brøndsted, 1931
- Leucosolenia albatrossi Hozawa, 1918
- Leucosolenia arachnoides (Haeckel, 1872)
- Leucosolenia australis Brøndsted, 1931
- Leucosolenia botryoides (Ellis & Solander, 1786)
- Leucosolenia cervicornis (Haeckel, 1872)
- Leucosolenia clarkii (Verrill, 1873)
- Leucosolenia complicata (Montagu, 1814)
- Leucosolenia cyathus (Haeckel, 1870)
- Leucosolenia discoveryi Jenkin, 1908
- Leucosolenia echinata Kirk, 1893
- Leucosolenia eleanor Urban, 1906
- Leucosolenia eustephana Haeckel, 1872
- Leucosolenia falklandica Breitfuss, 1898
- Leucosolenia feuerlandica Tanita, 1942
- Leucosolenia fragilis (Haeckel, 1870)
- Leucosolenia gegenbauri (Haeckel, 1870)
- Leucosolenia goethei (Haeckel, 1870)
- Leucosolenia hispidissima (Haeckel, 1872)
- Leucosolenia horrida (Schmidt in Haeckel, 1872)
- Leucosolenia incerta Urban, 1908
- Leucosolenia lucasi Dendy, 1891
- Leucosolenia macquariensis Dendy, 1918
- Leucosolenia microspinata Longo, 2009
- Leucosolenia minchini Jenkin, 1908
- Leucosolenia minuta Tanita, 1943
- Leucosolenia mollis Tanita, 1941
- Leucosolenia nautilia de Laubenfels, 1930
- Leucosolenia parthenopea Sarà, 1953
- Leucosolenia pilosella Brøndsted, 1931
- Leucosolenia pyriformis Tanita, 1943
- Leucosolenia rosea Kirk, 1896
- Leucosolenia serica Tanita, 1942
- Leucosolenia solida Brøndsted, 1931
- Leucosolenia somesii (Bowerbank, 1874)
- Leucosolenia tenera Tanita, 1940
- Leucosolenia variabilis Haeckel, 1870
- Leucosolenia ventosa Hozawa, 1940
- Leucosolenia vesicula (Haeckel, 1870)